# Mount Cope
Mount Cope är ett berg i Antarktis. Det ligger i Östantarktis. Nya Zeeland gör anspråk på området. Toppen på Mount Cope är 1 018 meter över havet.
Terrängen runt Mount Cope är kuperad åt nordost, men åt sydväst är den bergig. Terrängen runt Mount Cope sluttar brant österut. Trakten är obefolkad. Det finns inga samhällen i närheten.